# Wasteland Discotheque
Wasteland Discotheque er det fjerde album fra det danske metalband Raunchy. Det blev udgivet 16. juni 2008. 

## Numre
1. "This Blackout Is Your Apocalypse (Intro)" – 2:20
2. "Somewhere Along the Road" – 4:12
3. "The Bash" – 4:41
4. "Warriors" – 4:14
5. "Straight to Hell" – 3:40
6. "Welcome the Storm" – 4:17
7. "Wasteland Discotheque" – 4:19
8. "Somebody's Watching Me" – 3:55
9. "A Heavy Burden (feat. Lars Vognstrup)" – 4:48
10. "To the Lighthouse" – 5:15
11. "Showdown Recovery" – 4:25
12. "The Comfort In Leaving" – 7:59